# Champagne - Peppino di Capri
Champagne - Peppino di Capri è un film per la televisione biografico del 2025, diretto da Cinzia TH Torrini, che ripercorre la vita del cantante Peppino di Capri, partendo dalle prime esibizioni da bambino nel 1943 fino alla prima vittoria al Festival di Sanremo 1973 con Un grande amore e niente più.

## Produzione
Le riprese del film si sono svolte per 4 settimane nell'ottobre 2024 interamente in Campania, tra Capri (girando tra l'altro nella vera villa di Peppino di Capri per ricreare l'atmosfera autentica degli anni '60 e '70) e Napoli (in particolare, per quanto riguarda le esibizioni della band "Peppino di Capri e i suoi Rockers", la Galleria Umberto I e il Salone Margherita).

## Promozione
La conferenza stampa si è tenuta mercoledì 29 gennaio 2025. Il film è stato poi promosso mercoledì 12 febbraio durante la seconda serata del 75º Festival di Sanremo, in occasione della quale Alessandro Gervasi (interprete di Peppino da bambino) ha suonato al pianoforte la canzone omonima. Il 23 febbraio è stato proiettato in anteprima mondiale al TCL Chinese Theatre di Los Angeles dall'"Istituto Capri nel Mondo" in occasione della 20ª edizione del "Los Angeles Italia – Film, Fashion and Art Festival" realizzato col sostegno del Ministero della Cultura e Intesa Sanpaolo, e con il patrocinio di Anica, APA e Scabec e del Sistema Italia sulla West Coast (il Consolato Generale d’Italia, l’Istituto Italiano di Cultura, ICE ed ENIT).

## Trasmissione
Il film è stato trasmesso in prima visione e in prima serata su Rai 1 lunedì 24 marzo 2025, totalizzando 4 240 000 telespettatori pari al 25,11% di share.